# Xcalak Dzonot
Xcalak Dzonot är en ort i Mexiko.   Den ligger i kommunen Chankom och delstaten Yucatán, i den östra delen av landet, 1 100 km öster om huvudstaden Mexico City. Xcalak Dzonot ligger 27 meter över havet och antalet invånare är 789.
Terrängen runt Xcalak Dzonot är mycket platt. Runt Xcalak Dzonot är det glesbefolkat, med 14 invånare per kvadratkilometer. Närmaste större samhälle är Chikindzonot, 14,5 km sydost om Xcalak Dzonot. I omgivningarna runt Xcalak Dzonot växer i huvudsak städsegrön lövskog.